# Вальницька Софія Томівна

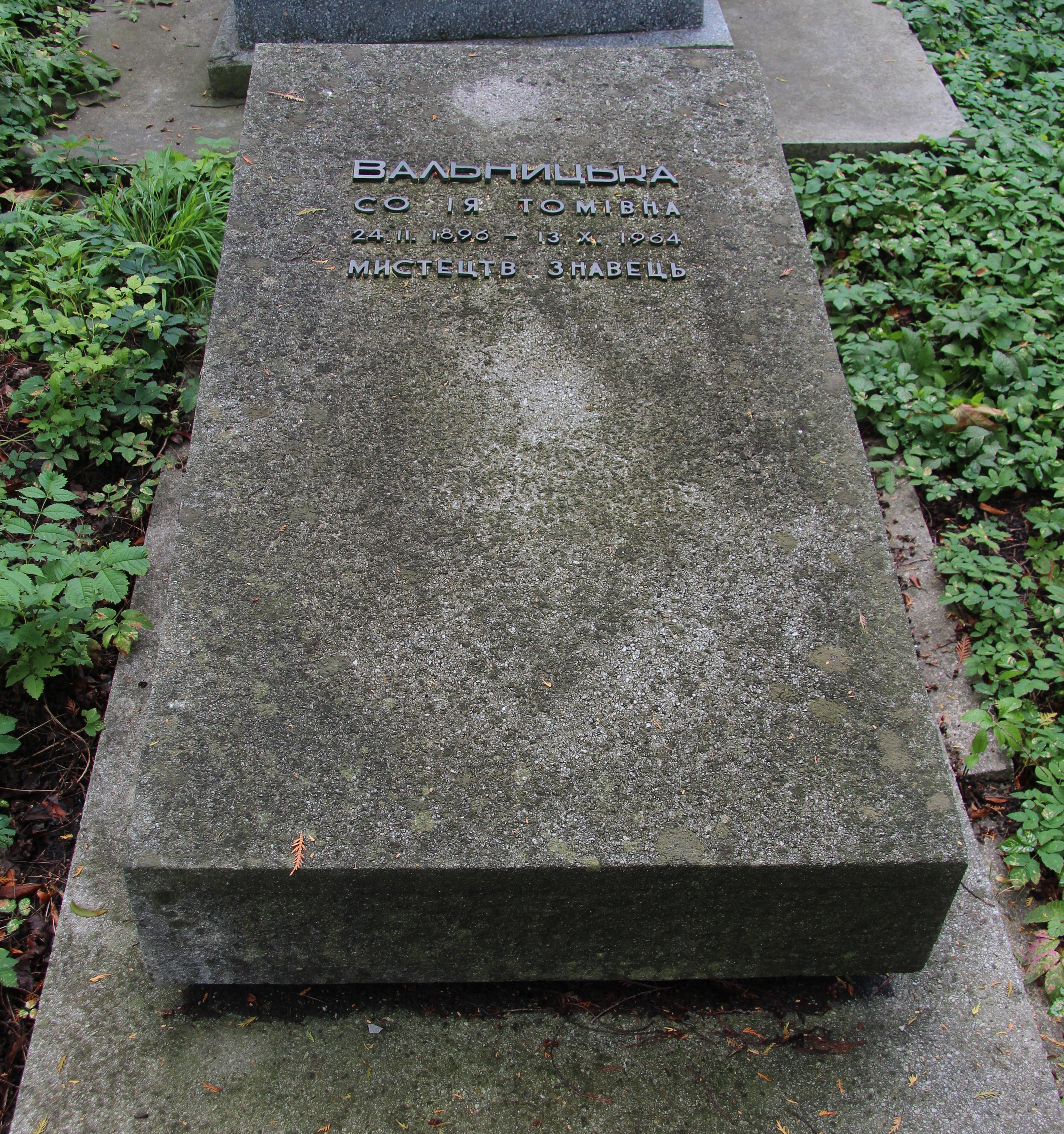

Софія Томівна Вальни́́цька (нар. 22 лютого 1896, Стрий — пом. 13 жовтня 1964, Львів) — українська радянська художниця і мистецтвознавець; член Спілки художників України у 1944—1948 роках.

## Біографія
Народилася 22 лютого 1896 року в місті Стриї (тепер Львівська область, Україна). У 1921—1924 роках навчалась у Львівській художньо-промисловій школі. З 1945 року працювала завідувачем відділу образотворчого мистецтва Будинку народної творчості, викладала в Інституті народної творчості. 
Померла у Львові 13 жовтня 1964 року. Похована на 69 полі Личаківського цвинтаря.

## Творчість
Працювала у галузях графіки, декоративно-ужиткового мистецтва. Розробила низку книжкових обкладинок, проєктів килимів, моделей одягу. 
Авторка наукового дослідження «Народна творчість Прикарпаття» (Київ, 1960), а також статей з питань народного та декорно-ужиткового мистецтвава у журналах «Нова хата», «Вікна», «Література і мистецтво», «Декоративное искусство», газетах «Вільна Україна», «Львівська правда».